# Потсдамський трамвай
Потсдамський трамвай (нім. Straßenbahnnetz Potsdam) — трамвайна мережа Потсдама, Бранденбург, Німеччина.
Мережа була відкрита 12 травня 1880. Має стандартну ширину колії. 
Довжина маршрутів — 28,9 км і 63 зупинки. 

## Лінії
- 91 Потсдам-Піршгайде ↔ Потсдам-Ребрюкке
- 92 Борнштедт, Кіршалле ↔ Кіркстайгфельд, Марі-Юхакц-Штрасе
- 93 Глиницький міст[en] ↔ Потсдам-Ребрюкке
- 94 Палац Шарлоттенгоф ↔ Бабельсберг, Фонтанештрасе
- 96 Кампус Юнгфернзе ↔ Кіркстайгфельд, Марі-Юхакц-Штрасе
- 98 (Потсдам-Піршгайде ↔ Шлац, Бізамкиц) лише з понеділка по п'ятницю в годину пік, тільки не під час шкільних канікул
- 99 Бабельсберг, Фонтанештрасе ↔ Потсдам-Головний (↔ Шлац, Бізамкиц) до Бізамкиц тільки в годину пік

## Рухомий склад
- Siemens Combino 17 шт
- Tatra KT4 18 шт
- Stadler Variobahn 18 шт